# Lanusse-Bucht
Die Lanusse-Bucht (in Argentinien Bahía Lanusse, in Chile Bahía Gauche) ist eine Bucht an der Westküste der Brabant-Insel im Palmer-Archipel vor der Westküste der Antarktischen Halbinsel. Sie liegt zwischen dem Driencourt Point im Norden und dem Minot Point im Süden.
Teilnehmer einer von 1978 bis 1979 durchgeführten argentinischen Antarktisexpedition benannten sie nach Alejandro Lanusse († 1943) von der argentinischen Marine, dem ersten argentinischen Piloten, der ein Flugzeug nach Antarktika geflogen hatte. Namensgeber der chilenischen Benennung ist Luis Gauche Délano (1915–1984), Kapitän des Schiffs Leucotón bei der 6. Chilenischen Antarktisexpedition (1951–1952).